# 15760 Albion
15760 Albion (noto anche con la sua designazione provvisoria (15760) 1992 QB1) è stato il primo oggetto transnettuniano scoperto dopo Plutone e Caronte. È stato scoperto il 30 agosto 1992 da David Jewitt e Jane X. Luu utilizzando il telescopio UH88 da 2,2 m dell'Osservatorio di Mauna Kea, Hawaii. È stato considerato quale capostipite di una categoria di oggetti della fascia di Kuiper che non presentano fenomeni di risonanza orbitale con i pianeti del sistema solare esterno, chiamati oggetti classici della fascia di Kuiper o anche cubewani, nome derivato proprio dalla lettura inglese della desinenza del nome (15760) 1992 QB1, designazione provvisoria di Albion.

## Denominazione
Gli scopritori suggerirono inizialmente di denominare "Smiley" il nuovo asteroide, ma ciò non fu possibile poiché c'era già un asteroide a cui era stato assegnato questo nome, 1613 Smiley. L'asteroide ha ricevuto quindi la sua numerazione definitiva 15760, ma è rimasto senza denominazione fino al gennaio 2018, quando ha ricevuto il nome di Albion, con riferimento all'uomo primigenio della mitologia di William Blake.
Spesso ci si è riferiti ad esso semplicemente con "QB1", sebbene ciò potesse generare ambiguità perché esistono altri cinque asteroidi numerati — (5322) 1986 QB1, (7026) 1993 QB1, (31114) 1997 QB1, (36447) 2000 QB1 e (52468) 1995 QB1 — oltre ad un gran numero di asteroidi che ancora non hanno ricevuto una numerazione definitiva e che hanno la sigla QB1 come parte del nome.